# 세르게이 악사코프
세르게이 티모페예비치 악사코프(러시아어: Серге́й Тимофе́евич Акса́ков, 1791년 10월 1일 ~ 1859년 5월 12일)는 19세기 러시아의 소설가이다.
우파에서 태어난 지주 출신. 사상적으로는 보수적이었으나 고골리의 문학을 몹시 사랑했다. 만년의 대작 <가족의 기록>(1856), <손자 바그로프의 유년시대>(1858)에서 동부 러시아의 시골생활을 비판적·윤리적인 측면을 일체 배제한 가운데 정확히 묘사함으로써 ‘시각적 사실주의자’로 불린다.